# Auriglobus
Auriglobus — рід променеперих риб родини скелезубових (Tetraodontidae). Виділений у 1999 році з роду Chonerhinos.

## Поширення
Рід поширений у прісних водоймах Південно-Східній Азії.

## Опис
Дрібні рибки, завдовжки не більше 13 см. Тіло зверху зеленкувато-жовте або золотисто-жовте, нижня частина тіла блідо-жовта.

## Види
Рід містить 5 видів:
- Auriglobus amabilis (T. R. Roberts, 1982)
- Auriglobus modestus (Bleeker, 1850)
- Auriglobus nefastus (T. R. Roberts, 1982)
- Auriglobus remotus (T. R. Roberts, 1982)
- Auriglobus silus (T. R. Roberts, 1982)